# Amico è/Cammina cammina
Amico è (inno dell'amicizia) è una canzone del 1982 scritta per la parte musicale da Dario Baldan Bembo, con la collaborazione di Sergio Bardotti e Nini Giacomelli ai testi, ai quali si aggiunse anche Mike Bongiorno, essendo il brano sigla di chiusura del quiz Superflash, da lui condotto nella stagione invernale di quell'anno.
Sulla facciata B del 45 giri compare il brano Cammina cammina, cantato dal solo Baldan Bembo.
Il brano, oltre a ottenere un lusinghiero riscontro di vendite nella primavera del 1983, ha ottenuto una popolarità forte e duratura e viene spesso utilizzato anche come coro da stadio per incitare la propria squadra del cuore (tale utilizzo, in genere, è riservato alla parte della canzone in cui viene solamente scandita la melodia con il gorgheggio della vocale "o").
Baldan Bembo viene ancora oggi ricordato quasi esclusivamente per questo pezzo, nonostante siano numerosi gli album e i brani da lui incisi come autore e interprete.

## Le versioni
La versione originale, intitolata Falò, ha fatto parte dell'album di Baldan Bembo del 1982 Spirito della Terra (i cui testi furono tutti scritti da Sergio Bardotti e Nini Giacomelli), interpretata dallo stesso autore insieme a Riccardo Fogli e Marcella che ne cantano rispettivamente prima e seconda strofa, lasciando a Baldan Bembo l'ultima.
La seconda versione, senza subire alcun mutamento nel testo, è stata reincisa con un nuovo arrangiamento, arricchito di alcuni strumenti di accompagnamento: figura come co-interprete Caterina Caselli, ormai da tempo lontana dalla scena musicale. La Caselli canta la seconda strofa e si alterna con Baldan Bembo nella terza.
Alla sigla finale del quiz era abbinato un concorso bandito da TV Sorrisi e Canzoni, nel quale bisognava indovinare quattro voci nascoste tra i cori del ritornello. Esse erano: Pupo, Ornella Vanoni, Giuni Russo e Gigliola Cinquetti, quest'ultima riconoscibile all'inizio della terza strofa mentre fa l'eco alla voce di Baldan Bembo. I volti di questi quattro personaggi sono anche rintracciabili sulla copertina del disco, che a sua volta riprende un collage di personaggi televisivi pubblicato qualche anno prima da Sorrisi per celebrare i 25 anni della Rai TV. In virtù di questo concorso figura, alla voce interprete, la dicitura "Dario Baldan Bembo, Caterina Caselli e..."..
Anche questa versione è inclusa nell'album Spirito della Terra e in Fivelandia di Cristina D'Avena.

## Cover
Kikki Danielsson e Kjell Roos nel 1985 hanno registrato la canzone in duetto, con testo in lingua svedese scritto da Ingela "Pling" Forsman; il titolo della canzone è Vem går med dig hem e venne inserito nell'album Bra vibrationer.
Nel 1984 la cantante canadese Céline Dion ne registra una  versione. in francese, dal titolo Hymne à l'Amitié, contenuta nell'album Les oiseaux du bonheur.
Nel 1986 il gruppo giovanile messicano Magneto realizzò una versione spagnola della canzone, intitolata: "Un Amigo Es", e fu inclusa nel loro album "Tremendo".
Nel 1987, il cantautore Lorenzo Antonio ne realizzò un'altra versione in spagnolo, che prevedeva la collaborazione di cantanti messicani, tra cui il famoso Joan Sebastian ma anche Lisa Lopez, Los Joao e Byanka. La canzone si intitola "El Amigo es".
Nel 2003, Caparezza cita l'autore ed uno dei versi più significativi di Amico è nel brano Fuori dal tunnel, tratto dall'album Verità supposte (brano che sarà usato anche come sigla di Zelig): "Essendo amico di Baldan Bembo, sono 'un silenzio che può diventare musica'".
Dagli anni '80, il ritornello di questa canzone è stato rielaborato dai tifosi del Hajduk Spalato (chiamati Torcida) allo scopo di tifare.